# أنس الشريف
أنس جمال محمود الشريف (3 ديسمبر 1996م – 10 أغسطس 2025م) صحفي فلسطيني من مخيم جباليا، عمل مراسلًا مع قناة الجزيرة أثناء حرب الإبادة الإسرائيلية ضد قطاع غزة. اغتيل في مساء الأحد 10 أغسطس 2025 هو والصحفي محمد قريقع بالإضافة لعدد من مصورين  بغارة جوية استهدفت خيمتهم بجانب مجمع الشفاء الطبي، أدّت الغارة إلى استشهادهم جميعاً.

## حياته
وُلد الشريف عام 1996 في مخيم جباليا شمال قطاع غزة وكان يقطن في مدينة جباليا. تلقى تعليمه في مدارس وكالة «الأونروا» ومدارس وزارة التربية والتعليم الفلسطينية.
التحق بجامعة الأقصى عام 2014 ودرس تخصص الإذاعة والتلفزيون وحصل على شهادة البكالوريوس عام 2018.
في 23 سبتمبر 2018، أُصيب بشظية عيار ناري في البطن خلال تغطيته مسيرة نظمت شرق تلة أبو صفية شمال شرقي جباليا.
بدأ عمله كمتطوع في شبكة الشمال الإعلامية، ثم انتقل للعمل مراسلا لقناة الجزيرة. تعرض للتهديد من قبل قوات الاحتلال الإسرائيلي بسبب تغطيته لحرب الإبادة الإسرائيلية ضد قطاع غزة.
في 11 ديسمبر 2023، قصفت القوات الجوية الإسرائيلية منزل والده في مخيم جباليا؛ مما أدى إلى استشهاد والده.

## اغتياله
في مساء يوم الأحد الموافق 10 أغسطس 2025، أعلنت مصادر طبية في قطاع غزة عن استشهاده مع الصحفي محمد قريقع والمصورين إبراهيم ظاهر ومحمد نوفل نتيجة غارة جوية إسرائيلية على خيمة صحفية كان يقيم فيها مقابل مجمع الشفاء الطبي. وكان الشريف قد نشر تغريدةً قبل ساعات على موقع إكس أوصى فيها بعددٍ من الأمور كما يظهر أدناه:

| أنس الشريف Anas Al-Sharif | منصة إكس |
| ‎@AnasAlSharif0            |          |

             هذه وصيّتي، ورسالتي الأخيرة.
إن وصلَتكم كلماتي هذه، فاعلموا أن إسرائيل قد نجحت في قتلي وإسكات صوتي.
بداية السلام عليكم ورحمة الله وبركاته
يعلم الله أنني بذلت كل ما أملك من جهدٍ وقوة، لأكون سندًا وصوتًا لأبناء شعبي، مذ فتحت عيني على الحياة في أزقّة وحارات مخيّم جباليا للاجئين، وكان أملي أن يمدّ الله في عمري حتى أعود مع أهلي وأحبّتي إلى بلدتنا الأصلية عسقلان المحتلة "المجدل" لكن مشيئة الله كانت أسبق، وحكمه نافذ.
عشتُ الألم بكل تفاصيله، وذُقت الوجع والفقد مرارًا، ورغم ذلك لم أتوانَ يومًا عن نقل الحقيقة كما هي، بلا تزوير أو تحريف، عسى أن يكون الله شاهدًا على من سكتوا ومن قبلوا بقتلنا، ومن حاصروا أنفاسنا ولم تُحرّك أشلاء أطفالنا ونسائنا في قلوبهم ساكنًا ولم يُوقِفوا المذبحة التي يتعرّض لها شعبنا منذ أكثر من عام ونصف.
أوصيكم بفلسطين، درةَ تاجِ المسلمين، ونبضَ قلبِ كلِّ حرٍّ في هذا العالم. أوصيكم بأهلها، وبأطفالها المظلومين الصغار، الذين لم يُمهلهم العُمرُ ليحلموا ويعيشوا في أمانٍ وسلام،
فقد سُحِقَت أجسادهم الطاهرة بآلاف الأطنان من القنابل والصواريخ الإسرائيلية، فتمزّقت، وتبعثرت أشلاؤهم على الجدران.
أوصيكم ألّا تُسكتكم القيود، ولا تُقعِدكم الحدود، وكونوا جسورًا نحو تحرير البلاد والعباد، حتى تشرق شمسُ الكرامة والحرية على بلادنا السليبة.
أُوصيكم بأهلي خيرًا،
أوصيكم بقُرّة عيني، ابنتي الحبيبة شام، التي لم تسعفني الأيّام لأراها تكبر كما كنتُ أحلم.
وأوصيكم بابني الغالي صلاح، الذي تمنيت أن أكون له عونًا ورفيق دربٍ حتى يشتدّ عوده، فيحمل عني الهمّ، ويُكمل الرسالة.
أوصيكم بوالدتي الحبيبة، التي ببركة دعائها وصلتُ لما وصلت إليه، وكانت دعواتها حصني، ونورها طريقي.
أدعو الله أن يُربط على قلبها، ويجزيها عنّي خير الجزاء.
وأوصيكم كذلك برفيقة العمر، زوجتي الحبيبة أم صلاح بيان، التي فرّقتنا الحرب لأيامٍ وشهورٍ طويلة، لكنها بقيت على العهد، ثابتة كجذع زيتونة لا ينحني، صابرة محتسبة، حملت الأمانة في غيابي بكلّ قوّة وإيمان.
أوصيكم أن تلتفوا حولهم، وأن تكونوا لهم سندًا بعد الله عز وجل.
إن متُّ، فإنني أموت ثابتًا على المبدأ، وأُشهد الله أني راضٍ بقضائه، مؤمنٌ بلقائه، ومتيقّن أن ما عند الله خيرٌ وأبقى.
اللهم تقبّلني في الشهداء، واغفر لي ما تقدّم من ذنبي وما تأخّر، واجعل دمي نورًا يُضيء درب الحرية لشعبي وأهلي.
سامحوني إن قصّرت، وادعوا لي بالرحمة، فإني مضيتُ على العهد، ولم أُغيّر ولم أُبدّل.
لا تنسوا غزة…
ولا تنسوني من صالح دعائكم بالمغفرة والقبول.

أنس جمال الشريف 

06.04.2025
         

        11 أغسطس 2025
    